# Conquest d'Albany
Stade
Le Conquest d'Albany (en anglais : Albany Conquest) était une franchise américaine de football américain en salle basée à Albany, dans l'État de New York. L'équipe, créée en 2002, était membre de l'arenafootball2 et jouait au Times Union Center.

## Histoire

### Saison par saison
| Saison | Vic. | Déf. | Nuls | Class.            | En playoffs             |
| 2002   | 13   | 3    | 0    | 1er AC Northeast  | Défaite en AC Semifinal |
| 2003   | 13   | 3    | 0    | 1er AC Northeast  | Défaite en AC Semifinal |
| 2004   | 6    | 10   | 0    | 3e AC Northeast   | --                      |
| 2005   | 4    | 12   | 0    | 5e AC East        | --                      |
| 2006   | 5    | 11   | 0    | 6e AC East        | --                      |
| 2007   | 6    | 10   | 0    | 4e AC East        | --                      |
| 2008   | --   | --   | --   | --                | --                      |
| Total  | 48   | 52   | 0    | (inclus playoffs) | (inclus playoffs)       |